# Turzyca oścista
Turzyca oścista (Carex atherodes Spreng.) – gatunek byliny z rodziny ciborowatych. Występuje w Eurazji oraz w Kanadzie i Stanach Zjednoczonych. W Polsce znana z kilkunastu współczesnych stanowisk, z których większość znajduje się w pasie pojezierzy.

## Morfologia

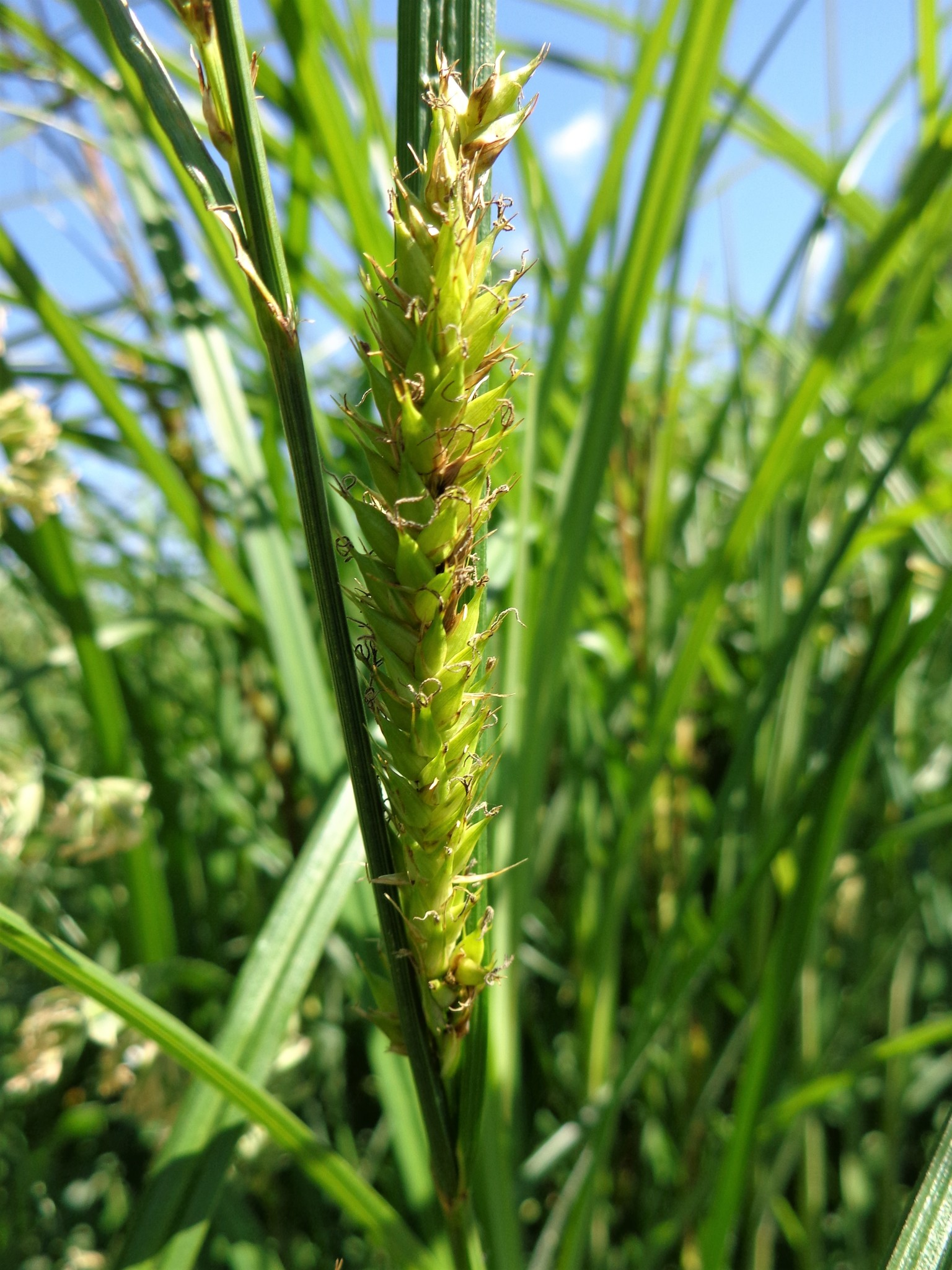
Owoce

PokrójRoślina o wysokości od 30 do 120 cm.
ŁodygaŁodyga wzniesiona, pusta w środku.
LiścieLiście owłosione, szczególnie w niższej części, a pochwa liściowa jest zabarwiona na kolor rudawo-fioletowy.
KwiatyKwiatostan złożony z kłosów, w górnej części z kwiatów męskich, w dolnej z żeńskich.
OwoceNa szczycie każdego owocu znajdują się dwa długie, cienkie ząbki.

## Biologia i ekologia
Bylina, hemikryptofit. Rośnie na obszarach podmokłych, na bagnach i w płytkiej wodzie. Kwitnie w maju.  

## Zagrożenia i ochrona
- Kategoria zagrożenia w Polsce według Polskiej czerwonej księgi roślin: VU (vulnerable, narażony)[6]
- Kategoria zagrożenia w Polsce według Czerwonej listy roślin i grzybów Polski (2006): V; 2016: VU (narażony)[7]